# Бен Еймъс
Бен Еймъс (на английски: Benjamin Paul 'Ben' Amos) е английски вратар, играещ за Манчестър Юнайтед. Бързо се налага сред младежките формации, което води до неговото място в резервите на Манчестър Юнайтед. Дебютира за първия отбор на 23 септември 2008 година срещу Мидълзбро.